# Tapwave Zodiac
Tapwave Zodiac é um console de entretenimento portátil e assistente digital pessoal, desenvolvido e produzido pela Tapwave, uma empresa sediada em Mountain View, Califórnia. Tapwave anunciou o sistema em maio de 2003 e começou a ser comercializado em outubro do mesmo ano.
O aparelho utiliza uma versão aprimorada do Palm OS (5.2T), e oferece ainda acesso aos aplicativos de gerenciamento de informações pessoais e compatibilidade com os demais aplicativos criados para o sistema operacional.
Com menos de 200.000 unidades vendidas, entre os consoles portáteis, o Zodiac só vendeu menos unidades que o Gizmondo. Número parcialmente creditado à forte concorrência com sistemas como o PlayStation Portable da Sony e o DS da Nintendo, ambos lançados aproximadamente um ano após o Zodiac.[carece de fontes?]
O Zodiac foi descontinuado no dia 26 de julho de 2005, com o fechamento e venda dos bens da Tapwave.

## Especificações técnicas
As especificações no hardware do console portátil são:
- Dimensões: 1/2 in (12,7 mm) × 3*1/2 in (38,1 mm) × 5*1/2 in (63,5 mm)
- Resolução: 480 pixels × 320 pixels
- CPU: Processador ARM de 200 MHz
- Sistema operacional: Palm OS
- Memória interna: 32 ou 128 MB
- Comunicação: Bluetooth, iPaq H4350 orientado para Wi-Fi
- Gráficos: ATI Imageon
- Energia: Bateria recarregável de lítio, capacidade de 1,540mAh
- Paleta de cores: Colorida com 65.536 cores